# Atletismo nos Jogos Pan-Americanos de 1971 - Salto em distância masculino
A prova do salto em distância masculino nos Jogos Pan-Americanos de 1971 foi realizada em Cali, Colômbia.

## Medalhistas
| Ouro                              | Prata                          | Bronze                   |
| Arnie Robinson USA Estados Unidos | James Moore USA Estados Unidos | Michael Mason CAN Canadá |

## Resultados
| Posição           | Nome             | Nacionalidade         | Marca | Notas |
| ----------------- | ---------------- | --------------------- | ----- | ----- |
| Medalha de ouro   | Arnie Robinson   | USA Estados Unidos    | 8.02  |       |
| Medalha de prata  | James Moore      | USA Estados Unidos    | 7.98  |       |
| Medalha de bronze | Michael Mason    | CAN Canadá            | 7.65  |       |
| 4                 | Ramón Díaz       | CUB Cuba              | 7.62  |       |
| 5                 | George Swanston  | TRI Trinidad e Tobago | 7.61  |       |
| 6                 | Luiz de Souza    | BRA Brasil            | 7.43  |       |
| 7                 | Abelardo Pacheco | CUB Cuba              | 7.38  |       |
| 8                 | Jaime Pautt      | COL Colômbia          | 7.10  |       |